# Поляк Тетяна Богданівна
Тетяна Богданівна Поляк (нар. 27 липня 1999, м. Городенка, Івано-Франківська область) — українська гандболістка, яка грає за львівську «Галичанку» та національну збірну України. Виступає на позиції лівої півсередньої. Десятиразова чемпіонка України (2015, 2016, 2017, 2018, 2019, 2020, 2021, 2022, 2023, 2024), дворазова чемпіонка Балтійської ліги (2018, 2020), п'ятиразова володарка Кубка України (2016, 2017, 2019, 2020, 2021), шестиразова володарка Суперкубка України (2016, 2017, 2018, 2019, 2021, 2023).

## Життєпис
Вихованка ДЮСШ м. Городенка (перші тренери — Богдан Аліман і Любов Поляк, її мати — колишня гандболістка) і Львівського державного училища фізкультури, випускниця Львівського державного університету фізкультури (випуск 2020 року). Ще в складі дитячо-юнацької школи стала триразовою чемпіонкою України на призи клубу «Стрімкий м'яч» і переможницею міжнародних турнірів у Польщі, Румунії та Литві.
У єврокубках дебютувала 14 лютого 2015 року в 1/16 Кубка виклику в матчі «Галичанка» — «Амінас Амінтау» (Греція), де закинула один м'яч. На той час їй було 15 років.
Станом на травень 2024 року провела 21 офіційний матч у складі національної збірної України та забила 17 м'ячів, в минулому викликалась до молодіжної і юнацької збірних України.
В грудні 2023 року в складі національної збірної виступила на чемпіонаті світу 2023, команда посіла 23 місце.